# Mid-Western Regional Council
Mid-Western Regional Council is een Local Government Area (LGA) in de Australische deelstaat New South Wales.